# Butirofenon
Butirofenon je hemijsko jedinjenje (sa ketonskom funkcionalnom grupom). Neki od njegovih derivata (koji se obično nazivaju butirofenonima) se koriste za lečenje raznih psihijatrijskih oboljenja kao što je šizofrenija, a neki od njegovih derivata deluju kao antiemetici.
Butirofenoni su klasa farmaceutskih lekova izvedenih iz butirofenona.

## Primeri
- Haloperidol, najšire korišćeni klasični antipsihotik[3]
- Droperidol, često se koristi za anesteziju i sedaciju na intenzivnoj-nezi
- Benperidol, jedan od najpotentnijih i često upotrebljavanih antipsihotika (200 pute je potentniji od hlorpromazina)[3]
- Triperidol, visokopotentant antipsihotik (100 puta je potentniji od hlorpromazina)
- Melperon, slabo-potentan antipsihotik. U Europi je u širokoj upotrebi za lečenje insomnije, konfuzionih stanja, psihomotorne agitacije, i delirijuma, posebno kod gerijatrijskih pacijenata
- Lenperon
- Domperidon, dopaminski antagonist antiemetik, dalji derivat butirofenona.

Atipični antipsihotik risperidon, mada nije butirofenon, je razvijen na osnovu struktura benperidola i lenperona.

## Spoljašnje veze
|  | Molimo Vas, obratite pažnju na važno upozorenje u vezi sa temama iz oblasti medicine (zdravlja). |